# 에드워드 히스
에드워드 리처드 조지 히스 경(Sir Edward Richard George Heath, KG, MBE, 1916년 7월 9일 ~ 2005년 7월 17일)은 영국의 제49대 총리 (1970 ~ 1974)이며 보수당의 당수 (1965 ~ 1975)를 역임하였다.  히스의 접근은 해럴드 맥밀런부터 자기 의식적으로 실력자층의 테드 히스, 그리고 후에 마거릿 대처 같은 수석 인물들로부터 보수당의 리더셉에서 변화를 대표하였다.  히스는 유럽의 연합과 공동 시장 제도의 초기 주창자였고 당시 유럽 경제 공동체 (현재 유럽 연합)로 영국의 가입을 위하여 책임이 있었다.  이것은 정통적으로 그의 가장 의미있는 정치적 성취였다.  추가로 그는 성공적인 정치인, 저자, 음악가, 상을 타는 항해인과 깊이 헌신된 기독교 신자였다.  자신의 당의 리더십을 잃은 후, 히스 경의 음성은 가끔 보수당 계급들 안에 의견 차이의 하나며 그의 당이 유럽에 관하여 회의적이고 직면 대신 권력을 나누고 협동에 호의를 가졌을 때 친유럽파로 남아있었다.
1979년 자신이 미국 주재 영국 대사로서 임명을 거부하였어도 그는 국제 장면에 활동으로 남아있었고 아마 총리로서 자신이 한 것보다 이 역할에서 더욱 인기를 즐겼다.  그는 브란트 국제 개발 위원회의 회원이었고, 후에 위원회의 업부로부터 개발된 지구촌 협상 센터의 회원이 되었다.  브란트 위원회는 유엔의 밀레니엄 개발 목표으로 주요 공헌을 만들었다.  1990년 그는 영국의 인질들의 석방을 협상하는 데 이라크의 지도자 사담 후세인과 만났다.  자신의 기독교 가치들에 관하여 썼어도 히스는 말이 솔직하지 않았다.  그는 세계를 개발하고, 보호주의 관행을 줄이고, 무기가 아닌 교육과 보건에 투자하는 데 국가들을 개발하는 용기를 주기 위하여 그리고 에너지 자원의 국제 통치에서 빚의 구제에 호의를 가졌다.  히스는 장기적으로 지낸 의원이었고, "하원의 아버지"였다.

## 생애

### 어린 시절
켄트주 브로스테어스에서 목수와 가정부의 아들로 태어나 램스게이트에 있는 채텀 하우스 그래머 스쿨에서 교육을 받았고, 1935년 옥스퍼드 대학교 베일리얼 칼리지에서 전공하러 갔다.  재능있는 음악가인 그는 자신의 첫 학기에서 칼리지의 오르간 장학금을 받았다.  히스는 1939년 철학, 정치학과 경제학에서 2번째로 수여되었다.  대학에 있는 동안 그는 보수당 정치에서 활동적이 되었으나 네빌 체임벌린과 조지 랜스베리 같은 어떤 연장 정치인들과는 달리 유화 정책의 적극적인 반대자였다.  1938년 10월 그는 옥스퍼드 보궐 선거에서 공식 보수당 후보 퀸틴 호그를 상대로 뮌헨 회담을 반대하는 "독립 진보" 후보 알렉산더 린지를 성원하였고 유화 정책 반대의 후보로서 11월 베일리얼 칼리지에 의하여 후원된 옥스퍼드 연합 사회의 회장으로 선출되었다.   그는 두번이나 옥스퍼드 대학교 보수당 협회의 회장으로 2번이나 선출되었다.
유화 정책으로 히스의 반대는 자신이 SS 칵테일 파티에서 최고 나치당원들 헤르만 괴링, 요제프 괴벨스와 하인리히 힘러를 만난 1937년 뉘른베르크 나치당 직접 집회에 자신의 목격으로부터 유래하였다.

### 군사 복무
제2차 세계 대전이 열린 동안 히스는 왕립 포병대에서 복무하였으며 시초적으로 리버풀을 둘러싸 무거운 방공과 복무하다가 후에 1944년 ~ 1945년의 유럽 캠페인에서 포병의 후원을 마련하였다.  영국군이 전진하면서 자신이 개인적으로 아무도 죽이지 않았어도 그는 후에 자신의 부대의 포격에 의하여 일으켜진 폐허를 그가 본 것을 말하였다.  당시 그는 또한 1998년 자신의 회고록이 출판될 때까지 자신이 드러내지 않은 사실로 강간으로 유죄 판결을 받은 폴란드의 군인을 처형하는 데 조종 발사부대에 명령을 내렸다고 한다.  1946년 8월 동원 해제 후 히스는 1950년대를 통하여 자신이 활동적으로 남아있던 명예 포병단에 가입하여 연대 회식에서 아직도 걸려있는 정장 군복에 그의 초상화인 사령관으로 올라갔다.  총리로서 최소한 하나의 경우에 그는 군인들을 시찰하는 데 자신의 중령 휘장을 입었다.

### 공무원 시절

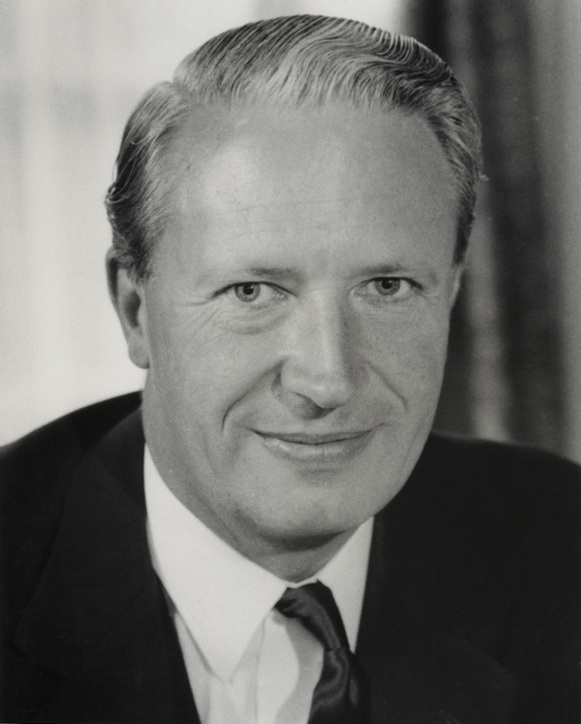
의원 시절의 히스 (1960년)

전쟁이 일어나기 전에 히스는 법률에서 경력을 위하여 준비하였으나 전쟁 후에 그는 대신 공무원으로 전달하였다.  그러고나서 그는 민간 항공부에서 행정사무관이 되었고, 벡슬리구를 위하여 장래의 의원 후보들 중의 하나로서 자신의 채택 후 1947년 11월 사임하였다.  1948년과 1949년 사이에 그는 〈처치 타임스〉의 편집자였고, 후에 1950년 2월 총선에서 올드 벡슬리와 시드컵을 위하여 의원으로서 자신의 선거가 열릴 때까지 브라운, 쉬플리 앤드 코 (Brown, Shipley and Co.)의 은행원이었다.  처치 타임스에서 그는 쉬망 선언에 호의를 가지는 편집란을 썼다.  선거에서 그는 133개의 다수 투표와 함께 옥스퍼드 연합 출신의 같은 시기의 사람이었던 애슐리 브래몰을 꺾었다.  히스는 그해 6월 26일 유럽 공동 시장으로 이끈 쉬망 선언에서 노동당 정부가 참가하는 데 자신이 호소한 영국 하원에서 자신의 첫 연설을 하였다.
1951년 2월 히스는 윈스턴 처칠에 의하여 반대 원내 총무로 임명되었다.  그는 1951년 선거에서 보수당이 이긴 후 원내 총무실에 남아있었으며 공동 대표 원내 총무, 대표 원내 총무로, 그리고 1955년 12월 앤서니 이든 아래 정부 원내 총무로 재빠르게 상승하였다.  의회에서 원내 총무들이 연설하지 않는 집회 때문에 히스는 수에즈 위기에 논쟁에서 벗어났다.  이든의 사임의 공고에 히스는 이든의 가능적인 후임자들을 여기는 보수당 의원들의 의견에 대한 보고서를 제출하였다.  이 보고는 해럴드 맥밀런에 호의를 가져 결국적으로 맥밀런의 총리직을 안정시킨 수단이었다.  1959년 10월의 성공적인 선거 후, 맥밀런은 곧 히스를 노동부 장관으로 임명하였다.
히스는 열렬히 친유럽파이자 경제 동맹은 물론 정치 동맹에서 믿어졌다.  그는 당시 공동 시장으로 알려진 것으로 영국의 접근을 안정시키는 데 협상들의 1회 (최후적으로 성공하지 못함)를 위한 책임과 함께 맥밀런에 의하여 1960년 옥새상서로 임명되었다.  앨릭 더글러스흄 총리 아래 그는 무역위원회의 회장과 산업, 무역, 지방 개발 장관으로 임명되어 소매 가격 관리의 폐지를 감시하였다.

### 토리당의 당수
보수당이 1964년 총선을 패한 후, 패한 더글러스흄은 의원들의 비밀 투표를 위하여 허용된 당의 리더십 규칙들을 바꾸고, 그러고나서 사임하였다.  이어진 해에 히스는 레지널드 모들링의 133개와 이녹 파웰의 15개에 150개의 투표를 얻어 뜻밖에 당의 리더십 경쟁을 이겼다.  히스는 토리당의 최연소 당수다 되었고, 1966년 총선에서 당의 패배 후에 그 직을 유지하였다.
당시 영연방 국가들에서 온 시민들에게 잉글랜드의 문들을 개방하려고 한 중요한 이민 법안이 보류 중에 있을 때 히스는 1968년 4월 20일 이녹 파웰이 자신의 "피의 강들" 연설을 한 후 그림자 내각으로부터 파월을 해고시켰다.  인종차별 연설은 흑인들이 영국의 경제와 정치를 지배하는 데 허용에 경고를 내렸다.  히스는 다시는 그에게 말하지 않았다.  파웰은 연설하는 데 자신의 의도의 보수당 중앙 사무실을 통보하지 않았고 이 일은 그의 면직을 위한 하나의 이유로서 제시되었다.  파웰은 1972년 자신의 180도 전환 후에 히스의 정책들의 평의원 비평을 증명하려고 하였다.  1998년 2월 8일 파웰이 사망할 때 히스는 진술 요청되어 "난 진술을 만들지 않을 것입니다."고 대중매체에 말하였다.
1970년 불안스럽게 다가오는 또다른 총선과 함께 보수당 정책 증서는 어떤 역사가들에 의하면 국가의 실업과 인플레이션 문제들에 해결로서 급진적 화폐 주의자와 자유 시장 지향 정책을 공정하게 수용한 셀스던 파크 호텔로부터 나왔다.  히스는 셀스던의 주말은 자신이 보수당의 당수가 된 이래 사실적으로 진화하고 있던 정책들 만을 재확인하였다고 진술하였다.  노동당의 해럴드 윌슨 총리는 투표자에게 기록한 것인 줄 알고, 그것을 반동적인 것으로 묘사하는 시도에서 그것을 "Selsdon Man"으로 더빙하였다.  그러나 거의 전부의 같은 시대의 주석자들을 놀라게 한 개인적 승리로서 보인 승리에서 히스의 보수당은 1970년의 총선을 이겼다.

## 정부

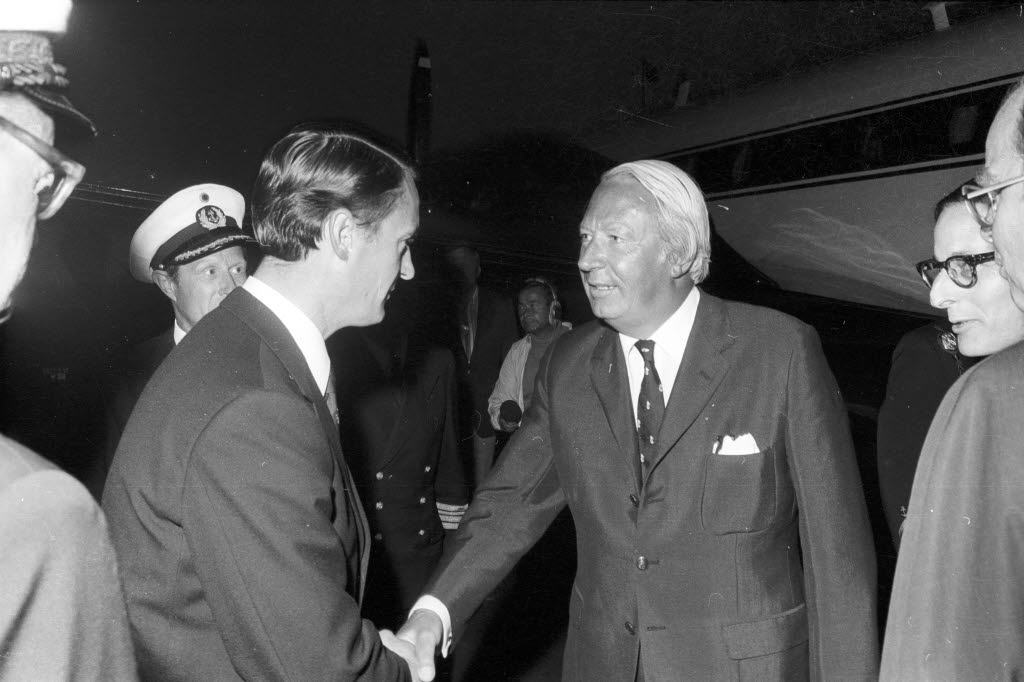
서독의 기독교민주연합 정치인 우베 바르셸과 함께 (1972년)

1970년대에 전부의 영국 정부들과 함께로서 총리직에서 히스의 시간은 어려웠다.  정부는 1970년 7월 20일 재무 장관 이에인 매클로드의 사망과 함께 이른 타격에 시달렸다.  히스의 계획한 경제 정책 변화들은 크게 구현되지 않은 것으로 남았고, 셀즈던 정책 문서는 1972년까지 더욱 혹은 적게 포기되었다.  자신의 정부가 선출된 것에 히스의 자유무역 정책들의 포기는 자신이 180도 전환을 수행한 고발에 결과를 가져왔다.  그는 급변 정책 추구로 기소되었다.  유명하게 보수당의 당수로서 그의 후임자는 "180도 전환은 당신이 원하는 것이지, 여성들을 위해서가 아닙니다."라고 말하려고 하였다.  그는 이전의 노동당과 토리당 정부들 아래 개혁을 피하는 데 그때까지 관리되어 온 조합인 "무장 노동 조합"을 증가적으로 개혁하는 데 시도하였다.  아직 노동 조합의 권력을 대응하는 데 히스의 시도는 이길 수 없는 정치적 싸움 만에서 결과를 가져와 국가의 급속도의 인플레이션과 높은 실업률에 의하면서 정부는 혼잡했다.  그것은 또한 에너지를 보존하는 시도에서 많은이들이 한주에 3일간 일하면서 에너지의 부족이 악명 높게 국가의 산업에 결과를 가져온 이 시기의 경이었다.  국내 합의의 결과 파손은 그의 정부의 결국적인 몰락으로 공헌하였다.
히스의 정부는 복지 지출을 줄이는 데 약간의 일을 하였고, 아직 한 점에 교육 예산 짜기는 마거릿 대처의 총리직이 유명하게 오픈 대학교에 지출 삭감보다 무료의 학교 우유를 단계하는 것에 결과를 가져왔다.  1980년대와 대조에 대처 정부는 히스가 강하게 인도주의 이미지를 얻는 것에 결과를 가져왔다.

### 북아일랜드 분쟁
히스는 북아일랜드 분쟁의 역사에서 가장 잔인한 기간 동안 다스렸다.  그는 런던데리에서 불법 행렬이 있는 동안 영국군들에 의하여 14명의 비무장 남성들이 살해될 때 1972년 피의 일요일의 당시 총리였다.  2003년 그는 "새빌 보고서"에 증거를 주었고, 자신이 북아일랜드에서 불법의 치명적인 힘을 전혀 인가하지 않았다고 진술하였다.  1972년 7월 그는 존 스티븐슨에 의하여 아일랜드 공화국군 임시파의 사절단과 함께 런던에서 비공식적 회담을 주최하는 데 자신의 북아일랜드 정세부 장관 윌리엄 화이트로를 허락하였다.  이 비성공적인 회담들의 여파에 히스 정부는 민주주의 정당들과 평화로운 정착을 추진하였다.
1973년 서닝데일 협정은 강하게 많은 연합당원들에 의하여 거절되었고, 얼스터 연합당은 곧 웨스트민스터에서 보수당을 성원하는 데 중지하였다.  합동에서 이 결렬은 1974년 히스의 결국적인 선거 패배를 위하여 크게 원인이 되었다.
히스는 얼스터에서 억류를 소개한 것으로 아일랜드 공화국군에 의하여 목표가 되었다.  1974년 12월 밸컴 스트리트 갱에서 온 테러리스트들이 벨그라비아 윌턴 스트리트에 있는 그의 저택의 1층 발코니에 폭탄을 던졌다.  히스는 자신의 고향에서 자신의 선거권자에 크리스마스 캐럴 콘서트를 지휘하였고 폭탄이 터진지 10분 후에 저택에 도착하였다.  테러 공격에 아무도 부상을 당하지 않았으나 윈스턴 처칠에 의하여 그려져 히스에게 선물로 주어진 풍경 초상화가 손해를 당했다.

### 유럽 공동체
히스는 1973년 유럽 공동체로 영국을 데려갔다.  그는 또한 공식적으로 1972년 중화인민공화국을 승인하여 2번이나 베이징을 방문하여 마오쩌둥과 만났고, 그에 따라 종종의 방문들에 중화인민공화국에서 영광스러운 손님으로 남았다.  히스는 또한 리처드 닉슨 미국 대통령과 좋은 관계를 유지하기도 하였다.
1974년 2월 28일을 위하여 총선을 부른 히스는 자신의 정부를 기운내게 하는 데 노력하였다.  결과는 결정적이지 않았으며 보수당은 투표의 다수를 받았으나 얼스터 연합당의 의원들이 보수당을 후원하는 데 거부한 이유로 노동당이 의석의 다수를 얻었다.  히스는 그러고나서 자유당의 당수들과 함께 제휴 협상들을 시작하였으나 3월 4일 이것들이 실패할 때 그는 총리로서 사임을 하였고, 해럴드 윌슨과 소수의 노동당 정부에 의하여 대체되었다.  윌슨은 결국적으로 동년 10월 2번째 선거에서 근소한 차이의 다수와 함께 확신되었다.
그것은 1970년 셀스던 문서에 가까운 영적 유대와 함께 보수당의 토론 단체인 정책 연구 센터가 화폐주의자와 히스 정부의 자유 시장 진단의 실패를 공식화하기 시작하였다.  시초적으로 단체는 키스 조지프 경에 의하여 앞장서졌다.  마거릿 대처가 정책 연구 센터와 교제되었어도 그녀는 시초적으로 히스의 부하 제임스 프라이어에 의하여 중간 정도의 중간 정도로서 보였다.

### 리더십으로부터 몰락
그의 리더십 아래 보수당이 1974년 4개의 총선 중 3개를 패하면서 히스는 많은 보수당 의원, 당의 활동가와 교감적인 신문 편집자들에 의하여 책임으로서 보여졌다.  넓은 선거권자 사이에 그는 부분적으로 국가 단일성의 정부에서 봉사의 아이디어를 숙고하는 데 자신의 기꺼이 하는 마음에 자신이 암시한 공공적 진술들 때문에 더 많은 동정심을 끌어들였다.
히스는 보수당의 당수로 남아있는 데 결심하였고, 처음에 그것은 자신이 우세할 그의 앞의 벤치 동료들의 충성을 불러 나타났다.  당시 보수당 리더십의 지배는 선거가 공석을 체우는 데 허용하였으나 깨끗한 명령을 추구하거나 도전되는 데 앉아있는 당수들을 위하여 규정이 없었다.  1974년 후순에 히스는 규칙의 검토를 인정하는 데 엄청난 압력을 받았다.
그것은 선거 규칙에서 변화들을 제안하는 데 수수료를 내고, 새로운 지침 아래 선거를 위하여 자신을 넣는 데 히스를 놓았다.  이녹 파웰이 탈당하고, 키스 조지프가 산아제한에 논쟁적 진술들에 이어 자신을 배제한 후, 자신에게 확실한 도전가가 없어 시초적으로 그는 편안하게 재선되기를 기대하였다.  하지만 히스에 심각한 도전자를 추구한 뒷 벤치의 의원들을 대표하여 활동하는 데 결심된 에어리 니브와 정책 연구 센터의 철학이 실행되는 데 고집을 믿은 마거릿 대처가 리더십 도전에서 후자가 서있는 것으로 이끌었다.
리더십의 규칙들이 처음에 크게 충분한 다수에 의하여 당수를 확신시키지 않아야 하는 2차 투표에서 싸움에 들어가는 데 새로운 후보들을 허용하면서 대처의 도전은 일종의 몰래 접근하는 것으로 어떤이들에 의하여 숙고되었다.  대처의 선거 운동 감독 니브는 후에 흔들리는 투표를 유치하기 위해 그녀의 후원을 고의적으로 과소 평가한 것으로 기소되었다.  말기에 히스는 1975년 2월 4일 119개에 130개의 투표들로 첫 비밀 투표에 패하였다.  그러고나서 히스는 경쟁으로부터 빠져나왔고 그의 호의적인 후보 윌리엄 화이트로는 1주 후에 2번째 투표에서 146개에 79개로 대체에게 패하였다.

## 정계 은퇴

1987년의 히스

히스는 자신의 패배에 쓰라림을 남았고, 많은 세월 동안 당의 새로운 이념적 방향에 자신의 비판에 끈질겼다.  그는 마거릿 대처를 도전과 당수로서 자신을 대체한 것에 전혀 용서하지 않았고 후에 "그런 여성"으로서 언급하려고 하였다.  때때로 대처의 활동들 혹은 선언들에 소감을 남기는 데 의문된 그는 자신이 "난 몰라요. 난 의사가 아니여요"라고 응답한 것으로 알려졌다. 새로운 당수 대처는 그의 플랫에 그를 방문하여 동료에 의한 커피를 위하여 구금된 어떤 일부 계정에 의하여 자신의 그림자 내각에서 자신이 그에게 자리를 제공할 것에 계정이 달라 대기 언론계는 회의가 얼마나 간절한지 몰랐다.  그럼에 불구하고 1979년 총선 후에 그는 외무 장관으로 임명될 희망을 키웠고, 그녀가 대신 그 직위에 피터 캐링턴 경을 이명할 것을 자신에게 알린 대처의 편지의 사진이 자신의 회고록에 발간되는 데 필요한 것을 19년 후에 아직도 느꼈다.  대신 그는 미국 주재 영국 대사의 직위를 제공받았다가 거절하였다.
자신의 패배 당시 그는 아직도 순위와 파일의 보수당원들과 인기가 있었고, 당수의 선거에서 말하는 당원들에게 너무 크게 주어진 것에 대항하는 주장으로서 1997년 이후에 쓰여진 사실들로 1975년 당 회의에서 따뜻한 박수를 받았다.  그는 자신의 정부의 경제 정책들을 공공연하게 비판한 1981년 보수당 회의의 시간으로 당의 좌익에 어떤이들에 의하여 명목상 우두머리로서 지속적으로 보였으며 후속 연사는 영국을 위한 거대한 미래를 대처가 예견한 것에 넓은 박수로 주장하였고 히스는 아직도 "자신을 위한 거대한 미래"를 예견하였다.  1980년대부터 히스는 보수당에서 고립된 인물이 되었다.
그는 국제 무대에 활동을 유지하여 개발적 문제들로, 특히 노스-사우스 프로젝트들에 브란트 위원회 조사에 봉사하였다.  사담 후세인이 쿠웨이트를 침공했을 때 1990년 그는 인질로 끌려간 영국의 항공 승객들의 석방을 협상하는 시도에 바그다드로 날아갔다.  1992년 검은 수요일 후에 그는 자신이 화폐의 "투기꾼"들로 부른 것을 꺾기 위하여 준비금을 마련하는 데 정부를 요구하였다.
2번째 1974년 히스는 전당의 "국민 정부"를 요구하였다.  어떤 주석자들은 1975년 리더십을 패한 후 히스가 영국 정치에서 주요 위기를 기다리고 그런 정부를 이끌 수 있는 가능한 "연장 정치인"으로서 유용할 수 있게되는 데 목표를 잡았다고 믿는다.  하지만 기회와 요구는 전혀 오지 않았다.
1960년대에 히스는 피카딜리에서 떨어진 올버니에서 살았고, 자신의 총리직의 뜻밖에 말기에서 그는 노숙자로 남겨졌으며 어떤 세월 동안 보수당 의워나 팀 킷슨의 플랫을 차지해야 했었다.  1985년 2월 히스는 자신이 사망까지 거주한 윌트셔주 솔즈베리로 이주하였다.
히스는 자신이 가터 훈장이 창조되어 온 시간에 의하여 2001년 총선에서 의회로부터 은퇴할 때까지 올드 벡슬리와 시드컵의 런던 선거권자를 위하여 지속적으로 백벤치 의원을 지냈고, 1992년부터 앉아있는 연장자 영국 의원으로는 물론 장기적으로 지낸 의원이자 "하원의 아버지"였다.  하원의 아버지로서 그는 2명의 하원 의장 - 그 직위를 보유하는 데 첫 여성 베티 부스로이드와 마이클 마틴의 선거를 감시하였다.
자신의 남작 작위와 자신의 군사 복무로 1946년 수여된 대영 제국 훈장에 추가로 히스는 몇몇의 명예 박사 학위들을 받았다.
그가 아직 살아있는 동안 의회는 히스의 흉상을 의뢰하면서 선례를 어겼다.  1993년 마틴 제닝스에 의한 동상은 2002년 의원의 로비로 옮겨졌다.

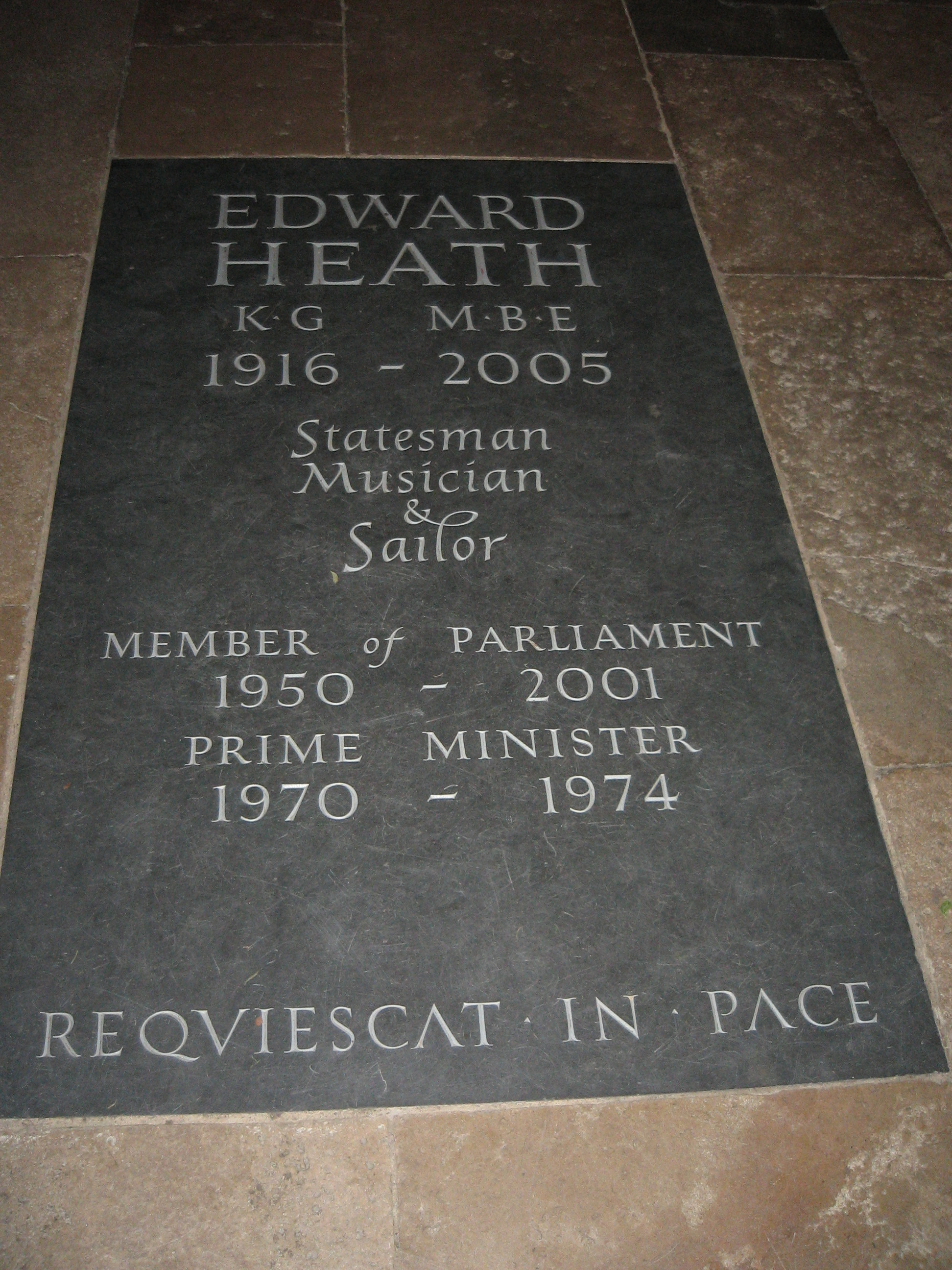
솔즈베리 대성당에 있는 히스의 기념비

## 사망
늙은 나이에 히스는 매우 무거워졌다.  그는 오스트리아 잘츠부르크에서 휴가를 보낸 동안 2003년 8월 폐색전증으로 고통을 받았다.  그는 전혀 완전히 회복되지 않았고 그의 쇠퇴하는 건강과 이동성의 이유로 그의 일생의 최종 2년의 세월에 매우 몇몇의 공공적 출연을 하였다.  2005년 7월 17일 히스는 89세의 나이에 폐렴으로 사망하였다.  8일 후에 그는 화장되었고, 추모로서 그가 사망한지 하루 후에 BBC 의회 채널은 1970년 선거의 BBC 취재를 보여줬다.  11월 8일 웨스트민스터 사원에서 2,000명의 사람들에 의하여 참석된 추모식이 열렸다.  3일 후에 그의 재는 솔즈베리 대성당에 안치되었다.
2006년 1월 자신의 유증에 히스가 5백만 파운드를 남겼다고 공고되었으며, 그 대부분은  솔즈베리 대성당 옆에 자신의 18세기 저택 아룬델리스를 보존하는 데 자선 재단으로 갔다.  그가 자손들을 가지지 않으면서 2개만의 유산들 - 그의 동생의 미망인 (2만 파운드)과 그의 가정부 (2천 5백 파운드)에게 남겼다.

## 개인 생활과 흥미들
히스는 예민한 항해가였다.  1969년 그는 자신의 첫 요트 "Morning Cloud"를 매입하여 그해 시드니에서 호바트로 경주를 우승하였다.  그는 총리 재임 동안 1971년 애드미럴 컵을 위하여 우승한 영국 팀의 주장을 맡았고, 1979년에도 팀의 주장을 맡았다.
그는 3권의 책들 〈항해〉, 〈음악〉과 〈여행〉, 그리고 자서전 〈내 인생의 저주〉 (1998)를 저서하였다.  후기의 책은 쓰는 데 14년의 세월이 걸렸으며 데일리 텔레그래프에서 히스의 사망자 명단은 그가 대필자들에게 전혀 돈을 내지 않았다고 단언하였다.

### 사생활
히스는 사회적 상황이 요구되었을 때 자신이 항상 여성들의 동행을 가졌어도 평생 독신이었다.  1993년 히스의 전기를 쓴 존 캠벨은 히스의 성적 관심에 관한 토론으로 4 페이지들로 바쳤다.  그는 히스가 "가장 잘 알려지지 않은 소문"을 제외하고 동성애자였다는 증거가 없다고 주석하였다.  캠벨은 또한 히스가 최소한 억압된 이성애자 혹은 "단순히 무성애자"였을 것 같다고 지적하였다.
히스는 자신의 어린 시절 친구 케이 레이번에게 결혼할 것을 기대해 왔으나 그녀는 보고적으로 기다리는 데 피로가 쌓여 자신이 1950년 휴가에 만난 영국 왕립공군 사관에게 결혼하였다고 한다.  자신의 회고록에서 간결한 4 문장의 단락에서 히스는 전쟁 후에 경력을 설립하는 데 너무 바빠왔다고 주장하였다.  마이클 코크렐과 텔레비전 인터뷰에서 히스는 이후에 많은 세월 동안 자신의 플랫에서 그녀의 사진을 간직하였다고 인정하였다.
히스의 사후 성소수자 권리의 운동가이자 보수당 런던 회의의 의원 브라이언 콜먼은 2007년 전 총리가 동성애자였다는 것을 암시하였다.  "아웃팅"의 문제에 새로운 정치가의 웹사이트에 쓴 콜먼은 "그가 추밀고문관이 되었을 때 1950년대에 자신의 시골 살이 활동들을 중지하는 데 아마 조언된 후 국가의 높은 직위를 얻는 데 고 에드워드 히스가 관리하였다."고 말하였다.  주장은 의원 피터 탭설 경에 의하여 버려졌고, 히스의 친구이자 의원 데릭 콘웨이는 "만약 거기에 어떤 비밀이 있다면 난 그것이 지금쯤이면 나갈 것이 분명하다"고 진술하였다.  그것은 죽은 자를 유해하는 데 쉬웠다.  의심되는 활동들은 히스의 종교적 신념과 불일치로 보였을 것이다.

### 신앙의 남자
처치 타임스에 히스의 봉사는 사고가 아니었다.  그는 사실 자신이 강하게 불동의한 인종 차별적 의견과 함께 한 자신의 라이벌 이녹 파월보다 자신의 기독교 신앙에 관하여 적게 숨김없이 말한 것으로 알려졌다.  하지만 그는 크리스마스 캐럴에 책을 저서함은 물론 책 〈기독교인의 가치들〉 (1996)을 공동으로 저서하였다.  전기작가 맥셰인은 히스가 권력 공유와 학급 실시에 호의를 가지는 데 경향이 있다고 생각한 기독교 사회에 끌린 것을 암시한다.  추가로 히스는 공정한 사회를 요구한 〈기독교와 사회 질서〉의 윌리엄 템플의 1976년 판에 편지하였다.  1990년대에 히스는 가족의 가치와 사회에 통일교의 창립자 문선명 교주에 의하여 시작된 기구들 - 세계 평화를 위한 정상 회의와 세계 평화 연맹의 회의들에 가끔 참석하였다.

## 유산
영국에서 친유럽파의 사람들은 유럽 연합으로 영국을 지도한 것에 히스의 유산을 지속적으로 평가할 것이다.  철수를 옹호한 자들은 지속적으로 그의 유산을 헐뜯을 것이다.  하지만 그의 사망에 마거릿 대처는 보수당의 첫 근대적과 민주적으로 선출된 당수로서 그를 추모하였다.  토니 블레어 총리는 그를 "자신이 전혀 굴복하지 않은 것으로부터 단단히 보유한 청렴과 믿음의 위대한 남자"로 묘사하였다.  "그는 기억될 것이다"며 블레어는 "위대한 달성과 의미의 정치적 지도자로서 그를 알던 모든이들에 의하여"라고 말했다.